# Gabriel Franco López
Gabriel Franco López (Astorga, 14 d'octubre de 1897 - Madrid, 21 de gener de 1972) va ser un economista i polític espanyol.

## Biografia
Llicenciat en Dret per la Universitat de Madrid d'on va ser professor auxiliar, es va traslladar a Alemanya i França per especialitzar-se en Ciències Econòmiques i Socials. En 1927 obté la càtedra d'Economia Política i Hisenda Pública de la Universitat de Salamanca d'on va passar a ocupar la de Múrcia.
Amb la proclamació de la Segona República Espanyola inicia la seva carrera política presentant-se a les eleccions de 1931 per Acció Republicana obtenint un escó per la circumscripció de Lleó. Després de participar en la fundació d'Izquierda Republicana tornarà a obtenir un escó per Lleó, en representació d'aquesta formació política, en les eleccions de 1936.
Va ser ministre d'Hisenda entre el 19 de febrer i el 13 de maig de 1936 al govern que presidiria el seu correligionari Manuel Azaña. Després de finalitzar la Guerra Civil espanyola es va exiliar a Mèxic, d'on va passar a Puerto Rico. En 1967 va tornar a Espanya.